# Белл, Камми
Ка́мерон Белл (англ. Cameron Bell; 18 сентября 1986, Дамфрис, Дамфрис-энд-Галловей, Шотландия), более известный как Ка́мми Белл (англ. Cammy Bell) — шотландский футболист, вратарь. Выступал за национальную сборную Шотландии.

## Клубная карьера
Белл родился 18 сентября 1986 года в шотландском городе Дамфрис графства Дамфрис-энд-Галловей.

### «Килмарнок»
Первой командой вратаря стал клуб «Эннан Атлетик». Далее Камми поиграл за молодёжные составы дамфриского коллектива «Куин оф зе Саут». В 2002 году на вратаря вышли представители «Килмарнока», предложившие футболисту продолжить своё спортивное образование в Академии «килли» — Белл ответил согласием. Летом следующего года молодой голкипер подписал с клубом из графства Ист-Эршир первый профессиональный контракт. Следующие четыре года Белл получал игровую практику лишь в команде дублёров, не сумев вытеснить из основного состава опытного Алана Комби. В феврале 2007 года Камми по арендному соглашению перебрался в клуб Третьего дивизиона Шотландии, «Монтроз».
Летом 2008 года вратарь вновь был отдан в аренду — новой временной командой Белла стал родной «Куин оф зе Саут». Дебют Камми в составе «Королевы юга» состоялся 17 августа во встрече с «Партик Тисл». Первый «блин» не вышел «комом» — оставив свои ворота в неприкосновенности, голкипер помог своей команде одержать победу в этом матче со счётом 2:0. Всего за «Куин оф зе Саут» Белл провёл 16 матчей.
23 мая 2009 года Камми впервые защищал ворота «Килмарнока» в официальной игре. Соперником «килли» в тот день был «Мотеруэлл». В январе 2010 года травму получил основной голкипер «Килмарнока», Алан Комби. Заменивший его Белл с успехом защищал ворота «килли» до конца сезона 2009/10, убедив главного тренера клуба Джима Джеффриса, что именно он достоин места в основном составе. С этого времени Камми являлся первым голкипером команды.

### «Рейнджерс»
7 апреля 2013 года Белл перешёл в «Рейнджерс», подписав контракт до конца сезона. В августе 2014 Белл получил травму плеча и выбыл до конца сезона. В 2016 году покинул клуб по обоюдному согласию.

### «Данди Юнайтед»
22 июня 2016 Белл перешёл в «Данди Юнайтед», заключив контракт на два года.
10 сентября 2016 года Белл отразил три пенальти за 23 минуты первого тайма против «Данфермлайна». На девятой минуте Белл отразил удар с одиннадцатиметровой отметки Гэвина Райли, на 27-й — Ники Кларка, а на 32-й парировал пенальти Пол Макмаллана. При этом перед вторым ударом с точки Беллу понадобилась помощь врачей из-за столкновения с соперником. «Данди Юнайтед» выиграл со счётом 3:1.

## Клубная статистика
| Клуб                       | Сезон                      | Чемпионат | Чемпионат | Кубок | Кубок | Кубок Лиги | Кубок Лиги | Еврокубки | Еврокубки | Итого | Итого |
| Клуб                       | Сезон                      | Игры      | Голы      | Игры  | Голы  | Игры       | Голы       | Игры      | Голы      | Игры  | Голы  |
| -------------------------- | -------------------------- | --------- | --------- | ----- | ----- | ---------- | ---------- | --------- | --------- | ----- | ----- |
| Монтроз                    | 2006/07                    | 4         | −?        | —     | —     | —          | —          | —         | —         | 4     | −?    |
| Всего за «Монтроз»         | Всего за «Монтроз»         | 4         | −?        | 0     | 0     | 0          | 0          | 0         | 0         | 4     | −?    |
| Куин оф зе Саут            | 2008/09                    | 15        | −18       | —     | —     | 1          | −2         | —         | —         | 16    | −20   |
| Всего за «Куин оф зе Саут» | Всего за «Куин оф зе Саут» | 15        | −18       | 0     | 0     | 1          | −2         | 0         | 0         | 16    | −20   |
| Килмарнок                  | 2008/09                    | 1         | −1        | —     | —     | —          | —          | —         | —         | 1     | −1    |
| Килмарнок                  | 2009/10                    | 21        | −32       | 3     | −3    | —          | —          | —         | —         | 24    | −35   |
| Килмарнок                  | 2010/11                    | 31        | −44       | 1     | −3    | 3          | −5         | —         | —         | 35    | −52   |
| Килмарнок                  | 2011/12                    | 32        | −50       | 3     | −3    | 3          | 0          | —         | —         | 38    | −53   |
| Килмарнок                  | 2012/13                    | 24        | −31       | 3     | −5    | —          | —          | —         | —         | 27    | −36   |
| Всего за «Килмарнок»       | Всего за «Килмарнок»       | 109       | −158      | 10    | −14   | 6          | −5         | 0         | 0         | 125   | −177  |
| Всего за карьеру           | Всего за карьеру           | 128       | −176      | 10    | −14   | 7          | −7         | 0         | 0         | 145   | −197  |

## Сборная Шотландии
6 октября 2010 года Белл впервые в своей карьере был призван под знамёна национальной сборной Шотландии на отборочные поединки к чемпионату Европы 2012 года против Чехии и Испании. В обоих матчах Камми участия не принял, не попав даже в заявки на игры. Дебют Белла в составе «тартановой армии» состоялся 16 ноября 2010 года, когда он вышел на замену вместо Крейга Гордона в товарищеском поединке со сборной Фарерских островов.

### Матчи и пропущенные голы за сборную Шотландии
| Матчи Белла за сборную Шотландии | Матчи Белла за сборную Шотландии | Матчи Белла за сборную Шотландии | Матчи Белла за сборную Шотландии | Матчи Белла за сборную Шотландии | Матчи Белла за сборную Шотландии | Матчи Белла за сборную Шотландии |
| №                                | Дата                             | Место                            | Оппонент                         | Счёт                             | Голы                             | Соревнование                     |
| -------------------------------- | -------------------------------- | -------------------------------- | -------------------------------- | -------------------------------- | -------------------------------- | -------------------------------- |
| 1                                | 16 ноября 2010                   | «Питтодри», Абердин, Шотландия   | Фарерские острова                | 3:0                              | —                                | Товарищеский матч                |

Итого: 1 матч / 0 пропущенных голов; 1 победа, 0 ничьих, 0 поражений.

### Сводная статистика игр/голов за сборную
| Сборная          | Год              | Отборочные матчи ЧМ | Отборочные матчи ЧМ | Финальные матчи ЧМ | Финальные матчи ЧМ | Отборочные матчи ЧЕ | Отборочные матчи ЧЕ | Финальные матчи ЧЕ | Финальные матчи ЧЕ | Товарищеские матчи | Товарищеские матчи | Итого | Итого |
| Сборная          | Год              | Игры                | Голы                | Игры               | Голы               | Игры                | Голы                | Игры               | Голы               | Игры               | Голы               | Игры  | Голы  |
| ---------------- | ---------------- | ------------------- | ------------------- | ------------------ | ------------------ | ------------------- | ------------------- | ------------------ | ------------------ | ------------------ | ------------------ | ----- | ----- |
| Шотландия        | 2010             | —                   | —                   | —                  | —                  | —                   | —                   | —                  | —                  | 1                  | 0                  | 1     | 0     |
| Всего за карьеру | Всего за карьеру | 0                   | 0                   | 0                  | 0                  | 0                   | 0                   | 0                  | 0                  | 1                  | 0                  | 1     | 0     |

## Достижения
«Килмарнок»
- Обладатель Кубка шотландской лиги: 2011/12